# 傷だらけの悪魔
『傷だらけの悪魔』（きずだらけのあくま）は、澄川ボルボックスによる日本の漫画作品。

## 概要
マンガアプリ『comico』 (NHN comico) にて2014年5月より連載中で、映画が「comico初の実写映画化作品」として取り上げられ、角川シネマ新宿ほかにて2017年2月4日から公開されている。
タイトルはダブル・ミーニングになっており、主人公の「葛西舞」と、その彼女の宿敵である「小田切（玖村）詩乃」を指している。
各キャラクターにイメージの花があり、度々背景に描かれている。

## あらすじ
東京から田舎の高校へ転校した葛西舞は、新しい学校生活に不安と期待を抱きつつ前向きに学園生活を満喫しようとしていた。初登校の日、舞を迎えに来た生徒は、以前の学校の同級生で、舞の友達からいじめを受けていた玖村（小田切）詩乃だった。

## 登場人物
葛西 舞（かさい まい）
演 - 足立梨花
身長：157cm、体重：50kg
本作の主人公。東京生まれの東京育ち。容姿は中の上。
中学の頃から金髪にしていたが田舎への転校を機にアッシュ系の茶髪にしている。ロングウルフのヘアスタイルは中高共通。
プライドが高く、手を差し伸べられても素直に取れない。口も悪いため、相手に誤解されやすい。その一方で思考は客観的で冷静、メンタルは鋼のように強い。
家庭では弟を可愛がり、自分には好成績を望む母親との意思疎通が思うように行かず、苦悩した結果歪み、孤独を抱えている。
幼少の頃は母親に愛されることを望み、期待に応えて頑張ってきた。しかし中学進学後、母親の自分には学校での評価の高さを求め、弟にはその類の要求をしない姿勢がよりあからさまになり、今は母親からの愛情を諦めて母親のことは「成人するまでの付き合い」と割り切っている。
中学1年生の頃、同じクラスで席が近かったちはると「親への反抗」という共通目的で意気投合して以来、ちはるの取り巻きの1人になり、ちはると詩乃の間にトラブル（後述）が起きて以降、ちはるが詩乃をいじめることに協力していた。ちはるとつるむことで周囲から一目置かれて厚遇され、自分の力を使わずに他者を利用することを覚える。
しかし、転校先での詩乃との再会をちはると栞に知らせると心配するどころか面白がられ、自分とちはる達の関係に友情がないことと自分の孤独さを思い知り、詩乃が転校先で親友・千翔子を得たことを内心で羨望する。
他人への興味が薄さから詩乃の下の名前までは憶えておらず、転校後に詩乃が改姓し髪を長くして雰囲気が変わったため、再会してもちはるがいじめていた相手だと気付かなかった。
転校当初、詩乃のことを見下していたため、詩乃をいじめていたことに関し罪悪感を持っておらず、状況の変化を受け入れきれていなかったことに重ね、クラスのリーダー格の優里亜の親友である静の指を故意ではないがドアに挟んでしまい、優里亜に目を付けられる。
また、垢抜けないクラスメイト達を内心で馬鹿にしており、SNSに書き込んだクラスメイトへの悪口等をアカウントを盗み見た優里亜に印刷され教室でばら撒かれてクラス内での印象が益々悪くなり、詩乃の狙い通りクラスで孤立。
その後、自分へのいじめを咎めてくれた千穂との一件から心境が変わっていく。夏休み中、東京で新たないじめの標的を連れ歩くちはると栞に偶然再会し、いじめに関する忠告をしたが聞き入れらなかったのを機に2人とは決別する。
最近は詩乃へのいじめに手を貸した自分の間違いと非を認めて悔い、詩乃や静に謝罪した。謝罪後、詩乃に相互不干渉で学校生活を送ることを提案したが、詩乃が復讐から手を引かない姿勢を貫いたため、詩乃が納得するまで復讐に付き合うことを宣言した。
母親が信用できないため、啓心とのトラブルが自宅謹慎に発展しても相談できず、１人で過去を振り返り思い悩む。現在は文化祭で啓心と優里亜に全生徒の目の前で制裁・いじめを解決するのを共通の目標とした唯や千穂のサポートを得て優里亜達からのいじめと啓心との一件の証拠の収集に精を出す。
篤史も文化祭で公開で制裁する予定だったが、謝罪を受け、千穂の説得で冷静になり謝罪は認め、人目のない場で制裁を受けることを条件に予定していた文化祭公開の制裁からは引き返させる。
唯が千翔子を味方に入れた後で、純平の提案で詩乃を呼び出し、最終確認の意味合いで再度お互いの不干渉を提案するも失敗に終わる。
その後日、持ち物検査で妊娠検査薬が見つかり、市川と翠との三者面談の際にいじめを受けていることを告白。話し合いをする前に、表面上でしか対応していない翠に対して不快感を露わにし、席を外してもらうように言った。
妊娠検査薬の事件後、「自分に多少好意がありながら舞が他に付き合う男性を作った」と誤解している啓心から声を掛けられ、一方的に憤慨される。それを好機と見てかつて、自分が負傷中に世話していた際に調子に乗った啓心から言われた言葉に似た言葉で挑発し、狙い通りに手を出してきた啓心の足元をすくって一緒に倒れ込み、客観的に明らかに啓心から襲われたように見える現場を作った上で大きな悲鳴を上げ、多くの目撃者を作り、市川、啓心と三者面談になった際、市川から促される形だったが啓心から謝罪させることに成功。
母親からの愛情不足もあり、連載初期は酷薄さや利己的な性格の悪さばかりが目立ち、今も到底善人とは言えないが、最近は協力してくれる千穂や唯に感謝し、過去が露見して欠席を続ける千穂を心配し思いやる等、自分に協力してくれる仲間を大切に思うようになり人間味が増し成長しつつある。
文化祭の後夜祭を行っている時に、クラスメイトをほぼ全員集めて学級裁判を実行した。優里亜は舞いじめの実行犯であったこと、伊藤は舞に対する性的暴行の理由で制裁対象にし、詩乃については過去のこともあり、制裁はしないつもりだったが、詩乃が持ち物検査のことで全て千翔子がやったと嘘をついた為、制裁対象になった。

詩乃が逃走した際には放送室で呼びかけたり、詩乃の元に向かい説得を試みるも失敗に終わった。学校側は、学級裁判など後夜祭の一連の行動を非難するも、過去の対応など含め学校側が責任を問う事態になることから舞を含め学級裁判で舞側についていた生徒は3日ほどの自宅待機になったものの、処分は下されなかった。

その後もクラスメイトとは関わる事なく過ごしている。いじめについて、無くすことはできないが同じことは繰り返したくないし、大したことないとは2度と思わないと考えている。
猫好きで猫の前でだけデレデレになる。

小田切 詩乃（おだぎり しの） / 玖村 詩乃（くむら しの〈旧姓〉）
演 - 江野沢愛美
身長：160cm、体重：51kg
本作の準主人公兼宿敵、舞いじめの黒幕。中学時代、舞たちがいじめていた相手。本来は静かで温厚。母･彩乃が既婚だった父親との不倫を経て所謂できちゃった結婚をした複雑な家庭に生まれる。母親に容姿が似ていることから、母と共に親戚から疎んじられて育つ。
容姿は舞曰く「素朴な子」。濃い青髪のロングヘアで短い眉と涙袋、口の下の左側にあるほくろが特徴。中学の頃は髪が短かった。
幼少の頃は母親から自分への愛情を感じており、不倫の代償とはいえ、親戚からも社会的にも孤立して苦しむ母を憐れみ、支えるつもりでいた。母と自分への愛情がない父親に小学生の頃から精神を患った母親の世話や家事を押し付けられ、その状況で父方の親戚から中学受験を強いられて苦しんできた。
父親が薬剤師で看護師のちはるの母親と同じ病院に勤めており、中学1年生時、それまで接点のなかったちはるに1人呼び出され2人の不倫を教えられる。ちはるから２人の不倫を止めさせる協力を頼まれるが、日頃の母親の世話と家事で疲れきっていた上、家庭を顧みない父親に関わりたいと思えず、協力を拒否したためにちはるを激怒させる。以降、ちはるや取り巻きの舞・栞からいじめを受けるようになり、それが原因で不登校気味になっていた。
ちはるには頼みを拒否した負い目もあり、そこまで恨んでいないが、ちはるとの問題とは無関係なのに自分がどんな酷い目に合わされてもちはるを止めることなく平然といじめに加担していた舞に恨みを抱いている。
自宅で母・彩乃にちはるから受けているいじめの話をした際に言い争いに発展し感情任せに父の不倫を教えてしまい、気が動転した母親に包丁で刺されそうになったところを自衛のために椅子で殴り、彩乃を気絶させて事なきを得る。
この一件から両親が離婚して改姓、母方の祖母・文乃に引き取られて田舎に引越すことになる。母親とは別々に住み、舞が来るまでは穏やかに暮らしていた。
舞の転校初日、校内を案内している際に舞にいじめの話を振り、もしも自分へのいじめを悔いていたら見逃そうと考えていたが、舞に反省の色が無かったため復讐を決行。
クラスメイトの前で過呼吸を起こして舞にいじめられていたことを暴露し、以降は自らの手を汚さず、優里亜を煽り、篤史を唆し、通りすがりの静と恵那に舞への言いがかりを付けて泣きつくことで、舞に対するいじめの深刻化を画策する。
夏休み明け、偶然再会したちはる達と縁を切った舞から非を認めた上での謝罪を受けるが、「もう遅い」と一蹴しており、頑なに復讐から手を引こうとしない。
舞に対するいじめを止めさせようとする千穂のことも最近は敵と認定、唯が自分と千翔子の距離の近さを良く思っていないことにも気付いていて、内心では嫌悪していたが、唯も舞の協力者だと気付いた。
偶然千穂の過去を知り、美波に間接的に確認した時に確信に変わったため、舞から千穂を引き離す目的で千穂の誘拐事件の新聞記事を教室の黒板に掲示、クラスメイト全員の机の上にも置いた。すぐに騒ぎになり駆けつけた市川によって一旦は収束した。その際、証拠を隠す目的かはわからないが詩乃自らが記事を回収した。
千穂の過去が露見した事を千翔子に見抜かれ、平手打ちを食らう。平然とした態度を装う一方で、千翔子を失いたくないと言う思いもあり、試す目的である提案を持ち掛け、唯にはそれをネタに、舞への他の協力者と計画している何かのＸデー予定日を話すように脅す。
唯は決行日は告げたものの舞達があらかじめ用意していたフェイクの展示物に引っ掛かり、それを廃棄して阻止できたつもりになっていたが、放送でクラス全員を教室に招集した後で舞達本当の目的に気付く。
学級裁判時に、舞から転校前のいじめについて謝罪されるも、過去の自分が取り残されていると感じ拒否する。そして、周りが同情したのを確認した上で、妊娠検査薬を仕込んだのは千翔子だと言うも、舞たちに証拠を突きつけられ、更に自分の復讐のために千翔子や優里亜たちを利用したこと、千穂を傷つけたことは許せないと舞に言われ、感情が不安定になり暴走してしまう。そこに市川が突入し制止をするも振り切って逃走する。
しかし、4階にいたところを千翔子と千穂に見つかり近づく2人をカッターで脅して牽制する。舞も加わって説得するも、これ以降も「環境による幸せ」を望めない、ここで万が一のことがあっても舞のせいではないと言い残して4階から身を投げるが一命は取り留めた。その後、今までの経緯を自供し、転校の申し出をする。
クラスに向けた手紙で、初めは舞に復讐する事で過去の自分を救いたかったが、段々と罪悪感を抱くようになってきたこと、万が一自分に会っても関わらないでほしいこと、最後にいじめはなくせるかと質問する形で締めくくられていた。引越し先で小田切自身はいじめについて、何かをする以前に過去の自分を解放して同じことを繰り返さないようにしたいと考えている。
自分自身に愛着障害的な問題があることを自覚しており、自分以外の人間に抱く感情が程々の好意と無関心、深い憎悪の3種類しかなく好意以上の深い愛情を持つことができないとしている。
自分と同様にいじめられた経験のある親友の千翔子にすら、両親から愛され、早期に救済された自分との違う点を密かに羨み妬んでいる。
母の従兄弟で精神科医の緒方に掛かっており、精神不安定によりなんらかの薬を常用している。

藤塚 優里亜（ふじつか ゆりあ）
演 - 加弥乃
身長：164cm、体重：46kg
舞の転校先の学校で幅を利かせるクラスメイト。
耳にピアスを開け、ピンクアッシュに染めた長い髪をいつも巻き髪にして額を出していたが、家族からのセンスの悪さを指摘されて（後述で久々に話した母からトンチキ呼ばわりされた）以降巻き髪はやめる。
地毛も明るい茶髪で顔立ちが端麗な存在感のある美少女。容姿は舞からは「可愛いけど中途半端なギャル」、静からは「奇抜だけど美女」と評される。頑張っておしゃれしているが、髪型や服のセンスは微妙に古い。
祖母が外国人のため、海外でも通じる名前を付けられた。
幼少の頃は容姿を「外人」と他の子どもから揶揄されることもあったが、その都度言い返し、時には力でねじ伏せた。
静の件が原因で、舞に嫌がらせをしてくるいじめの実行犯。本来は友達思いで、親友の恵那と静に対しては気配りを行う外面の良さを持つ。面倒見が良く、特に静に甘い。以前は篤史と付き合っていたが、今は別れている。
舞から静への謝罪があればいじめから手を引いても良いと考えているが、最近はいじめで憂さ晴らしをして楽しむようになった。
胸は貧乳。勉強は苦手で料理も壊滅的。家では３人姉妹の末っ子で母親とは仲が悪い。父親は単身赴任しており遠方にいる。将来は上京し美容師になることが夢だが、母親や長姉に反対されて反抗していた。
女子トイレで舞が静に謝罪した後、詩乃に唆されて駆けつけ、恵那に攻撃された舞が反撃している現場を見て早合点し、舞のスカートと下にはいているハーフパンツを脱がして窓から捨てた。この一件が、篤史含め啓心と舞のトラブルの遠因となる。
まだある程度良心が残っており、校外学習の際に進路への苛立ちから舞に八つ当たりし、押入れに閉じ込めて失禁させたことを後悔していた。この時点で謝罪を考えていたが、踏み出せず機会を失う。
ほか、篤史から啓心を舞に謝罪させるために襲わせた話を聴けば、勝手な行動と卑怯な手段に憤慨している。舞が啓心に教室で謝罪した際、間に入ろうとした篤史を止め、舞と口裏を合わせていた千穂の偽証を静に同意を求められたこともあり支持し、啓心に舞の謝罪を受け入れるように他のクラスメイトと共に圧を掛ける。
千穂の過去が露見した時に萌菜から疑われ、つかみ合いになった。千穂の過去を知っていたため疑われた篤史の人となりを信じ、アンケートで「犯人だと思わない」と記入した。
再び登校してきてクラスで疑われている篤史が悪者にされないように配慮した千穂を見直して声を掛け、中学の頃のいじめられていた静に関する千穂の対応への非難を詫びる。千穂の過去暴露事件により自分とは別の舞に悪意を抱く第三者の存在に気付き、自分が舞をいじめることの正当性に疑問を抱き始めている。
千穂・篤志・静から恵那と2人の時に声を掛けられ、詩乃から自分達が舞へのいじめの実行犯として利用されていること、舞からの謝罪を恵那の望みで自分には黙秘していたこと、舞がいじめの証拠を収集し自分達への制裁を計画していることを明かされ、舞への謝罪と計画されている制裁を一緒に受け入れるように説得される。
休日の自宅で比較的仲の良い幼稚園教諭の次姉に学校でいじめをしていたことを話し、問題を深刻に受け止めた次姉により他の家族にも知らされる。学校でいじめをしていた事実を知った母から頬を平手打ちされ、厳しく叱責される。母との間に入った次姉に促され、母と2人で学校や進路について話し合う。実は母に離婚歴があり、2人の姉とは異父姉妹で自分だけが父の娘であることを知り、母からの指摘を素直に受け止め、これまでの自分の考えの甘さや幼さを省みて母や姉達・友人達、勉学への取り組み等への認識を改め、舞へのいじめも自分1人で責任が取り切れる問題ではないことを知る。
その翌日に恵那と会い、これまで恵那と静を上から目線で見ており、対等に接してこなかったことを謝罪し、恵那からこれまでどのような気持ちで自分と接してきたか、共有することができない容姿を貶められることによる劣等感や不快感を吐露された。自分の鈍さを反省し、今後恵那とは「嫌だった」、「傷ついた」と素直に話すことをルールにし、友人としての付き合い方を変えること、舞に謝罪し制裁を受けることを話し合って決める。

名取 静（なとり しずか）
演 - 岡田結実
身長：149cm、体重：47kg
オレンジ髪のポニーテール。前髪をぱっつんに切り揃えて耳にピアスを空けている。いつもスカート以外の指定制服をほぼ着ていない。背は低いが、巨乳でスタイル抜群。中学の頃は黒髪のおかっぱできちんと制服を着ていた。
優里亜と恵那の中学からの友達。詩乃が中学の頃舞にいじめられていた話を聞いて舞に絡み、水筒の水を掛ける。席を外そうとした舞が閉めた引戸に偶然手を挟んで怪我をした。この一件で優里亜が舞に目をつけ、いじめに発展する。
天真爛漫でヒーロー好き。常識はずれな行動を取る傾向があり、子供っぽい性格で空気が読めないが、学力は非常に高く、勘も鋭い。優里亜と恵那には可愛がられている。空気が読めない割りに人を煽って情報を聞き出すことが上手い。
中学時代、萌菜からいじめられて孤立していたが、同じクラスになった優里亜から助けられて以来彼女を慕っている。優里亜程には舞に対するいじめに積極的ではない。
萌菜のいじめから助ける具体的な行動は取らなかったが、何かと声を掛けて優しく接してくれた千穂には優里亜と恵那の次に優しくすることにしており、千穂が優里亜から制裁を受けそうになれば庇い、クラスで避けられたりすると心配し、優里亜には内密に解決のために行動する。
自分の判断力に自信がないため、善悪の判断を自分ではせず、優里亜達に合わせ委ねていた。
舞から謝罪を受けたが、「優里亜には黙っていてほしい」という恵那の気持ちを思いやり、一緒に優里亜には黙秘しているが、恵那には「もし嘘をつく選択が間違っていたら優里亜と舞に一緒に謝る」と約束を取り付ける。この時に3人で一緒に舞をいじめた罰を受けることを覚悟している。
千穂の過去が露見した後の唯の立ち振る舞いを見て、千穂と共に舞との協力関係にあると推理。優里亜達には黙って唯に接触し、件の犯人探しの協力をする代わりに、優里亜と恵那（静本人は含まれていない）の制裁を軽くしてほしいと取引を持ちかけた。
舞から謝罪を受けた後、舞とは時機を見て話し合わなければならないとは思っていたが、その前に舞に悪意がある何者かに千穂が目を付けられ過去暴露事件に繋がったことを後悔。欠席を続ける千穂を本心から心配、犯人に怒りを抱き、登校してきた千穂との再会を喜ぶ。
実は啓心が舞を階段まで追いかけるのを偶然見かけて後を追い、キスした現場を目撃していた。舞の謝罪を啓心が受け入れるための千穂の偽証がほぼ事実だったので支持し、優里亜にも支持を求めた。
提示した条件を飲んだ舞からの了承を得て、啓心とのトラブルの立証と千穂の過去を暴露した犯人探しに限った協力者になる。千穂・篤史と共に優里亜・恵那に詩乃から自分達が舞へのいじめの実行犯として利用されていること、舞からの謝罪を恵那の望みで優里亜には黙秘していたこと、舞がいじめの証拠を収集し自分達への制裁を計画していることを話し、舞への謝罪と計画されている制裁を一緒に受け入れるように説得する。

金谷 恵那（かねや えな）
身長：155cm、体重：63kg
優里亜のグループの一人。
優里亜とは小学校からの仲で、彼女を慕っている。
太っており「デブス」と罵られる容姿。目は丸くまつ毛が長く可愛らしいが、鼻が低く人中が長いため顔立ちのバランスが悪い。弟がいる。意外にも好物は湯豆腐。
小学生時代は今より引っ込み思案で周りから馬鹿にされても自分の言いたいことがいえず、いじけていたところに現れた優里亜から声を掛けられ、話をして以来一緒に過ごすようになり、優里亜に鍛えられた今は容色を貶されても言い返せるようになった。
優里亜には感謝しているが、機嫌や顔色を伺い、捨てられることを恐れている。今はそうではないが、中学で優里亜が仲間に入れた静のことを最初は嫌っていた。
舞のことは「優里亜のオモチャ」と認識しており、優里亜が長く舞いじめを楽しめるように管理することが自分の役目だと思っている。
舞が静に謝罪する現場に居合わせたが、それを優里亜が知れば舞をいじめる理由がなくなり、自分の役割や価値がなくなると考えて恐れ、舞から静への謝罪を優里亜に黙秘し、「謝っていない」と嘘をついていた。
千穂の過去暴露事件の後、千穂・静・篤史に声を掛けられ、詩乃にいじめの実行犯として利用されていたこと、優里亜の不在時に舞から謝罪があったが黙秘していたこと、舞がこれまでのいじめの証拠を録音等で残し自分達への制裁計画していることを優里亜と共に告知される。
優里亜に舞からの謝罪を暴露し、密かに舞と取引きし、部分的にとはいえ計画に協力していた静の襟首を掴み「裏切者」と憤慨するが、静から今が「潮時」であり、これ以上の優里亜への黙秘継続は彼女への思い遣りではなく、あくまで自己満足のためであり、意見を慎むように諭される。
優里亜と休日に会い、家族と話し合い頭を冷やした優里亜からこれまで自分と静を上から目線で見ており、対等に接してこなかったことを謝罪され、これまでどのような気持ちで優里亜と接してきたか、優里亜と共有することができない家族・親戚や通りすがりの者から容姿を貶められることによる劣等感や不快感を吐露した。優里亜には今後、「嫌だった」、「傷ついた」と素直に話すことをルールにし、友人としての付き合い方を変えること、舞に謝罪し制裁を受けることを話し合って決める。

近藤 千穂（こんどう ちほ）/ 江ノ本 千穂（えのもと ちほ〈旧姓〉）

演 - 芋生悠
身長：156cm、体重：49kg
大人しいクラスメイト。お下げ髪だったが、後に短く切ってボブにした。
容姿は詩乃曰く「素朴だけど可愛い」、偶然会った唯の伯母・理沙子からは「清楚系」と言われる。基本的に真面目で優しく愛嬌があり、篤史や唯からも「いいやつ」と言われる程性格も善良。
中学時代、萌菜にいじめられていた静を心配し、よく声を掛けていたが、いじめから助ける具体的な行動は起こさなかったことを優里亜から、「保身に走っていたのにいい人ぶる偽善者」と非難されて以来嫌われ、今は自分の行動を振り返り後悔している。
静への後悔もあって舞へのいじめを苦々しく思っており、泊まりの校外学習で翠にクラスでいじめがあることを置手紙で密告したが、翠の浅慮で雑ないじめへの対応と密告者は誰か優里亜に教室でクラスメイト共々尋問された際、教師部屋の方向から一人出てきたところを目撃していた萌菜から優里亜に言いつけられて失敗に終わる。この一件から担任の翠は当てにならないと悟り、後悔から一人涙する。
この一件により、美波含めた他の女子からもクラスで避けられはじめ、知らないところで萌菜が主犯のSNSいじめに遭っていたが、舞の暗躍で静が動き本格的な孤立は阻止された。
美波とは従姉妹で仲が良いが、衝突も多い。舞に対するいじめに関わる行動を非難され意見が相容れず、一時距離を置かれていた。
幼少の頃、小児性愛の気がある前科持ちの中年男性に誘拐され、男性の性にトラウマを抱えている。（誘拐事件後に母方の苗字である近藤姓に親が変えた。）教室で自慰に耽る啓心を偶然見た際には我を失う程嫌悪をあらわにし、後日に啓心が舞に襲いかかる場面を窓から見たことでフラッシュバックを起こして悲鳴を上げ失神した。
故に篤史と啓心が舞にしたことが尚更許せず、より舞のために動き、寄り添うようになる。舞の謹慎中に唯が密かに舞と連絡を取っていることを察知し、唯に一緒に舞に手を貸すように説得、互いの秘密を明かしあい共有する。舞のいじめを解決することへの利害の一致で文化祭で啓心、優里亜、篤史に償わせるのを目標に３人で協力関係を結び行動する。
無自覚に詩乃から恨みを買い、詩乃の工作で教室に入ると自身の過去が露見、そのショックで学校から出て行ってしまい、それ以来ずっと欠席していた。欠席中に自宅に居る美波訪ね、篤史に口を滑らせた事情を聴きに行き、美波が周りから何かと自分と比較され苦悩してきたことを知る。美波と話し合い協力者に引き入れることで許し、互いの罪を相殺することにして和解する。
その日の夜、髪をばっさり切って唯の自宅に行き、教室の生徒全員の前で本名を明かしてまで自分との信頼関係を優先してくれたことへの感謝と明日から学校に行くことを伝える。その日の帰り際に自分から唯の背に抱きつき、嫌悪感がなかったことから、自分が抱く唯への恋心を確信する。
事件後、学校に復帰した際、文化祭での公開制裁が叶った後は親戚の女性がいる福岡に転校する予定であることを唯に告げる。唯が千翔子に思いを寄せているのを慮り、自分の思いを秘めたまま去るつもりでいる。唯に千翔子に告白するよう後押しし、唯の自宅に千翔子を連れて行く。帰路で失恋の涙を浮かべながら、将来絶対に幸せになることを決意した。
舞に優里亜達に承諾させた上で公開制裁の実行を提案し、静・篤史と共に優里亜・恵那を説得した。
自宅にグランドピアノを持っており、時々弾いている。少年漫画好き。
文化祭後は唯と舞に見送られて福岡に発つ。

栄 千翔子（さかえ ちかこ）
演 - 仲谷香春
身長：162cm、体重：53kg
詩乃の転校後からの親友。短髪。小学生の頃からショートヘアだったが、今より少し髪が長かった。運動神経が良い。子供向けキャラクターやアニメが好き。
舞が来る前から詩乃がいじめられていたことを知っており、詩乃をいじめていた舞を嫌っている。
詩乃の本性を知るがそれでも離れず、彼女が舞への復讐で人の道を踏み外さないように見守り、止めるつもりでいる。
千穂の過去が露見したのが詩乃のせいだと分かり、平手打ちをしたが、詩乃から舞の復讐から手を引く代わりにある提案を持ちかけられ、複雑な表情をした。
中学時代、スポーツ推薦で入った女子校でのいじめが原因で転校して避難したことがあり、仲の良い男子がいるのをいじめの主犯に目撃されて妬まれ、いじめがエスカレートしたことが原因で今は男子と距離を置いている。
同性と上手く付き合えないことにコンプレックスがあり、詩乃以外に女友達がいない。学校生活で詩乃に依存しており、顔色を伺って行動する節がある。詩乃と離れてクラスで孤立することを恐れていた。
千穂に強制的に唯の家に連れて行かれ、唯と純平に詩乃から離れるよう説得され、思い悩んだ末に受け入れた。
純平と唯に相談し、あえて詩乃の提案に乗り、ドラッグストアで妊娠検査薬を買って舞のバッグに仕込む。
しかし、詩乃からは復讐から手を引かないことを告げられ、妊娠検査薬を買っている証拠写真を撮られ、口止めされた上で友人関係を切られた。

黒木 唯（くろき ゆい）
演 - 藤田富
身長：175cm、体重：62kg
静かな男子生徒。眼鏡をかけている。容姿は詩乃曰く「いけ好かないけど格好良い」。
本名はシングルマザーの若い母親から名付けられたいわゆるキラキラネームであり、幼少期は名前のことで悩み、自ら周囲と距離を置いていた。
唯は小学校時代に出会った千翔子が考えてくれた通称で、今はそれを用いて将来的に改名することを視野に入れている。名付けてくれた彼女をそれ以来大切に思い、思いを寄せている。
一方、自分は宏子、千穂の２人の女子から思いを寄せられているが、気付かない鈍感さを持つ。
母子仲が悪いわけではないが、母親が水商売で生計を立てており、家に恋人を連れてくることがあるため、同居生活を懸念した伯父（母が家出した実家の兄）夫婦の配慮で今は1人暮らししている。整理整頓が苦手。
詩乃の本性を知り、千翔子を詩乃から引き離すことを望んでいる。舞へのいじめは静観していたが、チャットアプリで舞に匿名で連絡を取り、有事には忠告していた。後に舞には正体を、千穂には舞と連絡を取っていることを見破られ、いじめを解決することへの利害の一致から3人で連絡を取り合うようになる。
舞の利己的で素直ではない性格や口の悪さがいけ好かず、直接手を貸すことを躊躇っていたが、千穂の説得に折れる。
千穂とは互いに過去の秘密を明かしており、千穂の過去が露見した時には、自分の本名をクラス全員の前で明かし、自身の無実を証明した。
その後、静から千穂の過去が露見した原因となった人物を探すのを手伝う代わりに、優里亜と恵那の制裁を軽くしてほしいと取引を持ちかけられた。
後に涼、宏樹にも事情を話して仲間に引き入れ、後に潤平への相談・協力を得て千翔子を仲間に引き入れ、詩乃から引き離すことに成功。
千穂に後押しされた際、部屋に来た千翔子に積年の思いを告白しており、返事は文化祭の後まで保留にしている。

阿部 美波（あべ みなみ）
演 - 中島愛蘭
千穂の従姉妹（千穂の父と美波の母が兄妹）。にきび顔を気にしており、容姿にコンプレックスがある。普段考えないようにしているが、幼少の頃から千穂と容姿等を比較されては傷ついていた。
クラスでは目立たない方だが、仲がいい人にははっきりものを言う。少し短気で愛想はあまり良くない。事なかれ主義で舞へのいじめに関しては見てみぬ振りをし保身に走っていた。
千穂とは仲は良いが、衝突も多く、千穂の舞へのいじめを咎める行動をことごとく非難していた。恨みを根に持つタイプでもある。
千穂から教師への舞いじめの告げ口が優里亜に発覚した際、静が千穂を庇ったため、見せしめとして千穂の代わりに優里亜から頭を机に取り押さえられ墨汁を掛けられた。この一件で千穂を避け、後の千穂へのSNSいじめ収束を機に関係を修復するが、千穂が啓心の件で舞のために動いたため再び距離を取っていた。
詩乃に唆された篤史に煽られて口を滑らせ、千穂の過去を示唆する言動を取ってしまい、千穂の過去を確認するために近づいた詩乃にリアクションで確信させてしまった。
千穂の過去が露見した時に、篤史が犯人だと思い込み平手打ちをしたが、再び登校してきた千穂に促されてクラスメイトの前で篤史と互いに謝罪し合った。
欠席していた千穂が篤史に過去を話してしまった理由の確認に来た際、自分がこれまで容姿や性格を千穂と比較され、辛い思いをしてきた胸の内を明かして話し合い、篤史に口を滑らせた代償として舞達の協力者になることで和解した。
教室でのパフォーマンス的な謝罪の後、優里亜に制裁を受けるよう説得することへの協力者となった篤史から内輪の話し合いにて、改めて容姿を貶めたことへの本人の言葉で本心から謝罪を受ける。千穂曰く、篤史とは「以降5年程は友人にはなれないが、今回の謝罪で好感度下げは止められた」としている。
千穂への償いのために舞達への協力を決めたものの、後ろめたさのある千穂、性格的に苦手な静、ある時突然呼び出されて容姿を貶められた篤史と関わるのを辛く感じることがある。

花房 宏子（はなぶさ ひろこ）
演 - 花影香音
クールで他人への興味が薄い。センスが独特の絵を描く。宏樹の双子の妹。ショートヘアの美人。
舞には「友達にはならない」と言い放つ。わずらわしさから学校で人間関係を築こうとはしない。唯に限っては、保育園の頃に初めて出会った時に自分から声を掛けて遊びに誘う等関心を示し、今も憎からず思っているらしい。
唯から話を打ち明けられ、宏樹に次いで舞達の文化祭での計画の協力者となる。
単行本1巻の巻末漫画では唯が自分以外の女子（千翔子とは知らない）に思いを寄せているのを知るとあからさまに嫉妬しており、唯に思いを寄せていることが描かれている。

当麻 篤史（とうま あつし）
演 - 小南光司
派手な男子生徒。優里亜の元彼で別れた後も優里亜に想いを寄せている。相互嫌いになって別れたわけではなく、今も不仲ではない。同じ中学出身の生徒達だけでなく、教師にも優里亜への好意は知れ渡っている。
優里亜だけが校則違反にならないよう、同じように髪を明るく染めて耳にピアスを空けている。連載初期は口にもピアスを空けていたが、物語の進行につれて描かれなくなった。
優里亜へのアプローチ目的でノリを合わせたり、不良っぽく振舞うが、本来は几帳面で真面目。基本的に気が小さく臆病で根からの悪人ではなく、大それたことができる程の器量は持ち合わせていない。
舞へのいじめにはまる優里亜を本心では心配し、いじめから手を引かせることを考えている。
ある日の放課後、啓心と一緒に舞を呼び出して拘束し、先に折れて優里亜に謝罪と土下座の動画を撮影させるよう要求するが、舞は謝罪は承諾しても撮影は拒否したため、嫌がらせに啓心に舞の体に触るように指示し、恥ずかしい写真を撮って脅して舞を動かし、いじめを収束させるつもりでいたが、外の物音を聞き、窓から様子を覗いていた千穂に自分と舞を襲う啓心の姿を目撃される。
後日、千穂に呼び出され、啓心に二度と舞にしたようなことをさせない約束をさせられ舞に啓心と共に謝罪することを要求されるが、その前に啓心が１人で舞に接触し、トラブルを起こして骨折、舞に一緒に謝罪することが叶わなくなる。この件は優里亜にも知られ、手段を非難される。
啓心の骨折事件後、舞に唆された啓心から自分との友情を否定されて距離を置かれてしまい舞の自宅謹慎解除後、千穂からは舞がこれからしようとしている何かを邪魔しないように通告される。
自分の取った行動が予想以上の大事に発展したことを悔い、1人で舞に謝罪し要求通りに鉄拳制裁を受け、文化祭での公開制裁の対象からは除外される。
かつて詩乃に唆され、千穂の弱みを握って交渉材料にしようと画策、美波を煽って情報を聞き込んだ結果、千穂の過去を知ってしまい、良心を痛めて周囲には黙秘していた。
千穂の過去が露見した時に、美波から犯人扱いされて平手打ちをされたが、千穂が再び登校してきた際、千穂に促されてクラスメイトの目の前で美波と互いに謝罪し合った。
後に優里亜に事前に文化祭で公開制裁を受けるよう説得する協力者となり、計画会議の席で美波には改めて自分の言葉で容姿を貶めたことを改めて謝罪した。そこで千穂・静・美波に詩乃に唆されたことを明かす。

伊藤 啓心（いとう けいしん）
優里亜が恵那と一緒に行動しているのを真似て篤志が声を掛けて以来のお気に入りだった。太っていて、話す時によくどもる。気難しく内弁慶で調子に乗りやすいが圧力には弱い。
断れない性格のため女子からよく雑用を押し付けられているが、内心では文句を言い女子を上から目線で見下している。基本的に自分より格下と見なした者には横柄であり、小学校時代は唯の本名を嘲笑してからかっていた。
カースト上位のグループに属している静のことも言行の幼さを内心馬鹿にしており、清楚だが素朴な千穂は「地味真面目系」とかなり低く評価している。ある程度美人であか抜けた善良な性格の女子が好みらしく、異性に対し高圧的なうえ高望みしている節がある。
容姿が好みだった舞のことも骨折した事件以降は「性悪」と酷評している。
女子トイレでの一件により教室で着替える舞を偶然見て、その下着姿に劣情を抱き、誰も居ない教室で自慰をしていた。後日、舞への気持ちを見透かした当麻に唆されて舞を誘き出し、一室に閉じ込めて拘束した舞を襲おうとした。
自分の婦女暴行未遂を無効にでき、舞のいじめもなくなると考えて1人で舞に接触、交際を申し込み、憤慨した舞から通学バッグで殴られて断られるが、逆切れしてパニックを起こし、非常階段まで舞を追いかけ、「いじめられていて自分よりクラスでのカーストが低い舞が自分との交際を断るのはおかしい」と押し問答をはじめ、どさくさに紛れて不意打ちでキスし、舞を傷つけて激昂させ更なる鉄拳制裁を受ける。
階段を降り始めた舞に懲りずに絡み、顔を近付て驚かせた結果、階段から踊り場に突き落とされて脚を骨折する。教師達には「舞から一方的に突き落とされた」と偽るが、舞からクラスメイトの前で謝罪を受けて周囲の圧力から「階段から落ちたのは事故だった」と認め、舞を許す言質を取られた。
篤史と引き離す目的で舞にあることを指摘され、自ら篤史と距離を置くようになった。
その後は、舞と半ば強制的に行動を共にしているが、時間が経つにつれて舞を警戒し始め、昼食を一緒に取った際に舞を性悪呼ばわりした他、生理的に無理な要求を突き付けた挙句、自分から突き放した。
静に階段で舞との間に起きたトラブルについて問われた際、「舞と付き合っていて喧嘩になり階段まで追いかけ、仲直りしてキスした。しかし、結局自分から振って舞とは別れたので、階段での事故の件では庇わずに舞に階段から突き落とされたと教師達に話した。」と再び嘘をつき、その内容を隠れて傍で控えていた宏樹が録音している。
自分から突き放しておきながら、舞から好意を抱かれていると誤解しており、妊娠検査事件の後、放課後に靴箱で舞を待ち伏せ「他に男を作った」と一方的に憤慨した。その時、挑発に乗って舞に掴みかかった際に足払いを掛けられ、一緒に倒れて舞をより明らかに襲った状態を工作され、目撃者の人寄せ目的で舞に悲鳴を上げられる。他の生徒に目撃された後現場に来た市川、舞と三者面談になり、市川に促される形で不本意ながら舞に謝罪する。
自宅には容姿がよく似た母親がおり、「啓ちゃん」と呼ばれている。親が左ハンドルの外車を所持しており、家は経済的に裕福な模様。昼食に重箱の弁当を持参しており、食べる量は多いものの食べ方の所作は綺麗。
文化祭の公開制裁にて、舞への性的いじめ、静への虚言をクラスメイトの目前で暴露され、さらに嘘の言い訳をして墓穴を掘り、結局舞に要求された通り土下座して謝罪、体裁が悪くなり学校は退学し、引越すことになった。事実を認められないらしく、引っ越し作業を手伝わずに布団を被って不貞腐れており、母親からは「自分で招いたことでしょう？」と窘められている。

山本 萌菜（やまもと もえな）
演 - YUKINO
ツインテールがトレードマークのかわいい系美少女。スタイルは今一つ良くなく脚は太めに描かれており、おまけ漫画で翼からは脚を「丸太レッグ」と称されている。帰宅部。
ぶりっ子で、男子や権力者に媚びがち。女子からはあまり好かれていないが、一定数の男子とは仲がいい。
中学時代、静をいじめていたため優里亜に嫌われており、距離を置いているが、逆恨みして彼女を毛嫌いしている。良い子ぶっているとする千穂のことも好きではない。「いじめは楽しいからある」という持論があり、多勢で１人の弱者を攻撃することを楽しむ愉快犯的な性格。
校外学習で優里亜から押入れに幽閉された舞に気付くが、見てみぬ振りをした。さらに、千穂が舞に対するいじめを担任の翠へ置手紙を使って密告している現場を目撃したのをクラスメイトの前で優里亜に暴露し、優里亜が見せしめに千穂に代わって美波に頭から墨汁を掛け、千穂がクラスメイトから避けられる原因を作った。
その後、SNSのグループチャットを作成しクラスの一部の女子を招待、千穂の陰口を叩き盛り上げ、千穂がクラスでより孤立するように画策し誘導。SNSでの千穂に対するいじめに気付き、止めさせたがっている静に舞が近付いて助言、結果的に元々自分を嫌っている優里亜が静のために渋々だったが動き、放課後グループチャットに参加する他の女子達と一緒に呼び出され、尋問を受けた。
優里亜にチャット画面のスクリーンショットを撮られ「全員山本のアカウントをブロックするか担任にチャットを見せるか選べ」と脅された女子達からアカウントをブロックされ、千穂へのSNSいじめは収束した。
掌を返した女子達から取り巻きの男子にSNSの一件を暴露され、今度は自分が孤立することになった。
二度も優里亜からいじめに関する制裁を受けたにも関わらず、反省せず、懲りず、悪びれない。千穂の過去が露見した時に優里亜を疑ったが、優里亜に返り討ちにされ静からも発言を咎められる。

花房 宏樹（はなぶさ こうき）
宏子の双子の兄。妹と同色の青髪で眼鏡を掛けている。シスコンで妹を陰ながら見守っている。唯・涼とは小学校からの友達。唯とは保育園ではじめて出会うが、小学校で一緒にサッカーをするようになるまでは避けていた。
舞へのいじめは静観していたが、唯達の事情を知り、涼と一緒に舞達の協力者になる。
普段接点のある異性がクールだが裏表のほぼない宏子以外にあまりいないため、舞との対話で優里亜や詩乃への怒りと冷徹な一面を目の当たりにし、畏怖し引く。ツンデレ気味らしい。

入間 翼（いるま つばさ）
当麻の友人の緑髪の男子で、当麻の事を「あっくん」と呼んでいる。
優里亜の家の近所にあるコンビニでアルバイトをしており、夏休みに篤史に声を掛け、臨時の助っ人として一緒にアルバイトしていた。篤史の本来の真面目で一途な面を認めており、千穂の過去が露見した時にも犯人扱いされた当麻を疑わず信じていた。

大瀬戸 翠（おおせと みどり）
演 - 宮地真緒
担任教師。去年まで非常勤だったが、人員に空きが出たため、本採用になった。担当は国語。
教師になる前に働いていた会社で上司とトラブルを起こし、精神を病んで退社した経緯を持つ｡過去のトラウマから、自分が非難の対象になれば掌を返されると思い込み、市川や他の教師を信用していない。
本心から教職に就きたかったわけではなく、前職を退職して失業期間が長引くことを親から咎められ、社会的な体裁と自分が安心して社会人生活を送れる環境であることを重要視しており、サラリーマン感覚で教師をしており、生徒より自分の立場や体裁を優先的に考えるため、それを見抜いている舞や千穂等、一部の生徒には信頼されておらず、教師としての使命感がなく生徒の言い訳を鵜呑みにする姿勢を詩乃からも「甘い」と評されて陰で嘗められている。
舞に対しては上辺では困ったら助けてあげると言う一方で、千穂からの置き手紙に対しては雑な対応をしたり、優里亜が舞のスカートを投げ捨てた時には、目撃したにも関わらずその場を後にしたりと、自ら助けようとはしない。
持ち物検査後の舞と市川との三者面談で舞に席を外すように言われた時には市川に食い下がるも、舞の主張を優先し、さらに自分の為に教師をしてると悟られるなと諭され、結果席につくことができず苦い表情をしていた。
舞達による文化祭のいじめ公開制裁後、担任教師として様々な責を問われてうつを患い退職した。その後、事件に巻き込まれて腕を骨折した純平の通院先を母親らしき女性に付き添われて訪れ、彼に謝罪に行っている。

市川 直治（いちかわ なおはる）
演 - 吉増裕士
舞の学年の学年主任。46歳。担当は数学。
妻は病気で他界しており、成人済みの息子が一人いる。
常に服装違反の優里亜や当麻にしつこく注意するが、一方で文化祭のバンド演奏を見て「充実感を分けてもらえるようで楽しい」と語るような堅物なイメージからかけ離れた一面を持っていたり、生徒たちに的確な助言をしたりするなど生徒たちから信頼されている。
翠が自分のクラスに無関心すぎる事を指摘して、もっと自分を頼ってほしいと懇願した。
その一方で、千穂の復帰後に翠と3人で面談した際にいつもと雰囲気が違う千穂を心配し、面談後に翠に意見を求めた際には、翠の本音を聞けたことで安堵の表情を見せた。
持ち物検査後の三者面談で舞に拒絶された翠を諭し、いじめ加害者に対する制裁内容は聞けなかったものの、ほぼ舞の要求を受け入れた。

橋本 純平（はしもと じゅんぺい）
翠が初めて話した生徒。現在、大学2年生。県外の大学に進学した。
美形ではないが、穏やかで面倒見がよく、年下にモテる。しかし本人は年上好きである。
大学進学まで地元の小学校でサッカーの指導をしていた。唯の依頼で文化祭の制裁に協力し、校舎から投身した詩乃を助けようとして腕を骨折した。通院先で自分を待ち伏せていた翠と再会し、謝罪を受ける。

大倉 涼（おおくら りょう）
演 - 高野海琉
唯と宏樹の中学からの友達。
豪快な性格で、細々としたことは苦手。
女子のいじめに関わる気はなかったが、無関係の美波が見せしめ的に被害にあったことに疑問を持つ。唯と舞、千穂の協力関係を知り、自分も協力することにした。
妹（中3）の友達と付き合っている。

緒方 要（おがた かなめ）
詩乃の母の従兄弟で、文乃の弟の子。精神科医。
独身。ものすごくお酒に弱い。彩乃と詩乃の立ち直りを願って見守る。

小田切 文乃（おだぎり ふみの）
詩乃の祖母。不倫を経て結婚した娘・彩乃を蔑視する夫の顔色を伺い、親族から孤立する娘と孫から距離を取っていた。彩乃と詩乃の間に刃傷沙汰が起きて事件になり、それまで２人を放置していたことに責任を感じて悔い、玖村と彩乃が離婚した際に詩乃を引き取る。今も娘と孫を心配している。
朝、小学生の登校を見守るのを楽しみにしている。連載終盤に詩乃の退学手続きのために来校し、教師には詩乃の希望もあり転校を告げる。

小田切 彩乃（おだぎり あやの）
詩乃の母。現在は離れて暮らしている。
元々既婚者だった元夫・玖村との不倫で詩乃を授かり、玖村の前妻から略奪する形で結婚した。玖村の前妻を気に入っていた義両親からは良く思われず、不倫を経て結婚したことを実家の父親・きょうだいからも軽蔑され、母・文乃からも夫への遠慮から距離を置かれてしまう。不倫の代償に親族・友人から見捨てられ、夫が仕事に出ることを許さなかったため社会的にも孤立する。
幼少の詩乃を可愛がり、ヒラヒラした服を着せていた。
夫を愛していたが、詩乃ができた義理で自分と結婚した夫から愛されず、詩乃が物心付く頃には、孤立ゆえに娘に嫉妬する程夫への固執・依存を深める。その内に家事・育児ができなくなる程精神を患い、家の中で奇声を上げ暴れ、詩乃を虐待するようになる。結局家庭に嫌気が差した夫は娘に自分の世話・家事を押し付けるようになり、職場の病院で同僚の看護師だったちはるの母親と不倫される。
詩乃のいじめの相談に乗った際、「詩乃も悪いのではないか」と憶測し助言のつもりで言った言葉が自分の世話で疲れ果てていた詩乃の逆鱗に触れる。感情的になった詩乃から夫の不倫を教えられて気が動転し、包丁で娘に切りかかった際、本能で自衛した詩乃から椅子で殴られて意識を失い病院に搬送された。この一件から夫と離婚し、故郷に身を寄せる。
家庭にも学校にも居場所がなく、長期にわたり身心傷つきながら成長した娘の気持ちや現在の詩乃の実像が今ひとつ把握できていない。自分の従兄弟であり、詩乃の主治医・緒方に自分が書いた手紙を託す。将来娘と再び同居することを夢見ているが、詩乃にはその望みを叶える気がないことを知ることなく現在療養中。

葛西 京子（かさい きょうこ）
演 - 川原亜矢子

神谷 ちはる（かみや ちはる）
演 - 杉本愛莉鈴
東京で舞と詩乃が通っていた中高一貫校の同級生。中学の頃の詩乃へのいじめの主犯。アヒル口で目が大きく可愛らしい顔立ち。髪をオレンジに染めてツーサイドアップにしている。
「罰とは、恥か不自由を与えること」という持論があり、その他にも髪の染めるように提案する等、舞に影響を与える。
両親が別居中で父親と同居しており、髪を派手な色に染めたのは中学受験に合格したら母親と外食すると言う約束を守らなかった父親への罰。中学1年の頃、席が近かった舞に声を掛け、方向性が違うが、「親への反発」という共通目的で意気投合し自分の傍に置くようになる。
母親が病棟看護師で薬剤師をしていた詩乃の父親と同じ病院で働いていた。
街中で偶然母親が職場で詩乃の父親と不倫しているのを知り、詩乃を呼び出して不倫を止めさせるために協力を頼むが、父親に関わりたくなかった詩乃から拒否され、逆上したのを機に詩乃へのいじめを始める。
わがままだが、明るくよく笑い、周りに楽しいことを提供するのが上手い。コミュニティの中で自力でカーストの上位まで上り詰め、他者を自分に従わせる才能を持つ。
夏休みに新しいいじめの標的を連れていたところで舞と再会、いじめに関する忠告を受けるが理解できず、舞から決別を言い渡された。
舞の転校後、詩乃へのいじめの主犯は舞で詩乃を自殺に追い込んだとして嘘を吹聴している。

越智 栞（おち しおり）
演 - 藤咲百恵
切れ長の目で素朴な顔立ち。茶髪のセミロング。
東京で舞と詩乃が通っていた中高一貫校の同級生でちはるの取り巻き。ちはるが詩乃をいじめ始めた時には内容の酷さに怯えて引き、やんわり止めるように言っていたが、結局流されて舞より積極的に詩乃へのいじめに加担するようになる。
長いものに巻かれる性格で、ちはるの機嫌を取って甘い蜜を吸うタイプ。夏休み、ちはると一緒に再会した舞から決別を言い渡される。偶然新たないじめの標的を連れ歩く姿を見た舞から今もちはるから離れられないことを呆れ、哀れまれる。

## 過去エピソード
本編の節目には登場人物の過去エピソードが掲載され、登場人物が現在に至るまでの経緯が描かれている。また、タイトルについて、本編では二字熟語であるのに対し、過去エピソードでは主人公になる人物名となっている（但し、小田切詩乃は旧姓の玖村詩乃、黒木唯は本名の名前がタイトルになっている）。ここでは、本編にほとんど登場しない登場人物のみ記載する。

### 葛西 舞編
ここでは舞の幼少期から現在に至るまでの経緯が描かれている（全7話）。
あらすじ
幼い時から卒なくこなし成績優秀な舞よりも、できは悪いが愛嬌のある弟の敬ばかりに愛情を注いでいる母親に不満を持っていた。家庭内では居場所がないと諦め、進学した込古学園で居場所をつくろうとするが、成績もスポーツも今一つだった。さらに、母親からその事を咎められた上に母親の放ったある一言が舞と母親との間に確執を生む。その後、後ろの席の神谷ちはるに声をかけられ、舞の生活に変化が訪れる。
ちはると栞の友達になった舞の気分はとても最高だったが、時間が経つにつれてちはるのご機嫌取りをしている自分に虚しさを感じることが増えてくる。
そしてちはると絶交した今、舞は全ての友情を失い、本当に中身のない人間になってしまったと孤独に苛まれていた。

登場人物
舞の母親
舞と敬の母親。本人は2人を平等に見ていると言っているが、敬には甘く舞には厳しく（特に成績関連で）接している。舞は「表面しか見ていない。内面を見ようともしない。」と評している。
舞が金髪にした時は平手打ちしたものの、逆に舞から平手打ちを返され罵声を浴びせられた。舞が初めて反抗したことで戸惑いをみせる。
葛西 敬（かさい けい）
舞の弟。舞とは逆に勉強が苦手で、且ついい加減でもあり俗に言ういい子ちゃんではないが、愛嬌があり母親はもとより、親戚からも好かれている。
一方で、家庭内には関心が薄い傾向がある。

### 小田切 詩乃編
ここでは詩乃の幼少期から中学生時代（転校前まで）のエピソードが描かれている（全11話）。
あらすじ
詩乃は両親が不倫の末にできた子どもだった。父親には既に母親に対する愛情は無く、母親が一方的に愛情を求めていた。
体裁を気にする父親は母親に対し自由にさせなかった。母親は周囲から見放され八方塞がりになり、更に夫が詩乃には気にかけ自分には見向きもしない事から、精神的におかしくなり詩乃に八つ当たりするようになって、家事もできない状態になっていた。
込古学園に進学した詩乃は、せめて学校生活だけは楽しくしたいと願い友達もできた。しかし、同じクラスのちはるが詩乃の父親と自身の母親が不倫しているのを目撃し、詩乃に仕返しをしないかと持ちかけるも、詩乃は、母親の精神状態が悪化することを恐れて提案を断ってしまう。ちはるは激昂し、栞と舞と共に詩乃をいじめ始める。
いじめが始まると友達が離れてしまい、心身ともにボロボロになっていた。詩乃の異変に気付いた母親は詩乃に話すよう促した。しかし、詩乃の話を聞いた母親は詩乃が悪いと言い放つ。更に、詩乃は母親が自分を愛しているのではなく、自分を父親を繋ぎ止める道具であると認識していると悟り、仕返しに父親が不倫している事を話す。これを聞いた母親は包丁で詩乃を刺そうとするが、詩乃は本能から側にあった椅子で母親を殴ってしまう。
幸い、母親は命に別条はなかったが、これがきっかけで両親は離婚し、母親は実家に戻り詩乃とは別居、父親は詩乃と暮らしたいと言ってきたが、体裁のためだけだと分かっていたため断り、ちはるの父親に匿名で自分の父親とちはるの母親の不倫の事を伝え、母方の祖母の家に向かった。

登場人物
玖村（くむら）
詩乃の父親。垂れ目だが、涙袋があり目元が少し詩乃と似ている。下の名は不明。薬剤師であり、病院に勤務していた。詩乃の母、彩乃が精神を病み、詩乃がちはるからいじめを受けることになった元凶。
先妻と結婚していたが、不倫相手であった彩乃との間に子ども（詩乃）ができたため先妻と離婚し、後に愛情はなかったが、義務感から彩乃と再婚した。
元は不倫相手であった後妻を良く思わない自分の親・親族から彩乃や、その娘である詩乃を守らず、さらに彩乃が外に働きに出ることを許さなかったため、彩乃を社会的に孤立させた。
妻が精神的に病み始めた頃は、まだ幼少の詩乃を気遣っていたが、彩乃が家事育児ができなくなった頃には家庭を省みなくなり、当時まだ小学生であった詩乃に小遣いを渡し、妻と家のことを押し付け、娘にも無関心になる。基本的に自分自身にしか関心がなく、家庭が面白くなくなると他所に妻以外の女性を作る傾向にあり、職場の看護師であったちはるの母親と不倫していた。
自分が留守中の自宅で彩乃と詩乃の間で刃傷未遂事件が起こり、彩乃と離婚した。世間体から詩乃を引き取ろうとしたが、断られ、二度と家庭を作らないように請われる。現在彩乃の実家に引き取られ、小田切姓となった詩乃とは疎遠。

神谷　奈都美（かみや　なつみ）
ちはるの母親。病院の看護師。ちはると似た顔の可愛らしい女性。娘のちはる及び夫とは当時別居していた。職場の薬剤師であった詩乃の父親、玖村と不倫しており、腕を組んでホテルに入っていく現場を下校中のちはるに目撃され、密かに写真を取られる。彩乃から頭を棒で殴られて負傷し、病院に掛かった詩乃と対面する。引越す前日の詩乃により、玖村との不倫を匿名で夫に密告されたが、その後のことは不明。

### 近藤 千穂編
ここでは千穂の中学生時代（1年から2年始めまで）のエピソードが描かれている（全5話）。
あらすじ
名取静は、幼げでエキセントリックな言行に目を付けられ、山本萌菜達からいじめを受けていた。千穂のグループは静には関わらない方針を決めていた。しかし千穂はターゲットにはされたくないが、静が心配だったこともあり、誰もいないところで静に声をかけていた。
2年生になった時、藤塚優里亜と金谷恵那が千穂達のクラスメートになったことで状況が一変する。
自分より優里亜が上だと感じた山本は、媚びを売り始め、静はクラスの嫌われ者であると紹介する。しかし、優里亜は静に近付き話しかけ、静が単なる根暗ではないことが分かると、暫くの間友達になると宣言。さらに、イジメ主犯の山本を罵倒した。
千穂は静に友達ができてよかったと思う一方、優里亜から同じクラスにいながら助けなかったことを責められ、激しく後悔するのであった。

### 黒木 唯編
ここでは唯の幼少期から中学生時代までが描かれている（全11話）。
あらすじ
この過去編では、現在の唯が過去の自分のことを回想しながら話が進んでいく。
幼い頃から、自分の本当の名前を知られる度に、周囲から母親の批判や名前のことを言われ、窮屈に感じていた唯は空気のように生活していた。また、この頃宏樹からは避けられていた。
小学5年生の時、一緒のクラスになった千翔子からサッカーに誘われるも、断り続ける唯に千翔子は勝負を仕掛ける。その後潤平、宏樹、伊藤啓心がやってきた。唯に関わるなと言う宏樹に千翔子は、本名の本質を見抜き、母親の事も名前も否定しなかった。それでも文句を言う宏樹と、本名を聞いて笑い続ける啓心を潤平と千翔子が力づくでやめさせ、さらに唯が宏樹に反発したことで渋々和解する。和解後、千翔子は本名の意味合いから唯と呼ぶ提案をだす。
中学生になり、ある理由で千翔子とは疎遠になる。また、みんなからは唯と呼ばれていることを母親に言っておらず不安な気持ちが渦巻いていた。
そんなある日、母の兄嫁に当たる理沙子が唯の元を訪れる。祖母が病気で手術をする前に唯に会いたがっていると言い、待ち合わせ場所を指定した紙の入った封筒を渡す。待ち合わせ場所に行き、理沙子の夫である伯父・恭仁と会い、今まで唯に会わなかった理由を聞く。そして祖母に会い、そこで恭仁から本名が好きかと聞かれ、改名が出来ることを教えられ、母親と本気でぶつかり仲違いしたりしたらここを第2の家族として頼って欲しいと言われる。
その後、母親に20歳になって気持ちが変わらなければ改名をすると伝え、南高校でも潤平の協力で可能な限り通称の使用を認められた。
場所は元に戻り、唯は千翔子が詩乃の本性を知りながらも執着していることに多少の苛立ちを感じつつも、付き合うから詩乃を親友と思うなら本気で救えと願った。

### 栄 千翔子編
ここでは、千翔子の中学生時代（相秦学園〜転校後）が描かれている（全10話）。
あらすじ
小学生の頃の千翔子は、とにかく身体を動かすことが好きで、女子特有の煩わしさが苦手だったこともあり、男子とはよく遊んでいたが女子とは必要最小限の付き合いだった。
自分の実力を試したいと言う理由から、千翔子は地元ではなく県外にある全寮制の女子中学「相秦学園」に入学する。早速、澤井美保とあきと仲良くなるも、女子との付き合い方がわからない千翔子は、2人にトイレに誘われたが断った結果、距離を置かれ気付いた時にはどのグループにも入れず孤立してしまう。
美保とあきの千翔子いじめはエスカレートし、終いには窃盗容疑までかけられてしまい、精神的に参った千翔子は両親に転校を懇願、両親も承諾する。
転校後、同じ委員会だった詩乃と出会う。詩乃は最初こそ暗い表情だったが、千翔子と接するたびに笑顔になっていった。千翔子は思い切っていじめられていたことを詩乃に話すと、詩乃も同じような境遇であることが分かり、2人は親友になっていく。

登場人物
澤井 美保（さわい みほ）
相秦学園の1年生で千翔子のクラスメート。席が近い千翔子に声をかけて友達になったが、千翔子をトイレに誘った時に断られたことが癇に障り、千翔子をいじめ始める。
最初は無視だけだったが、徐々に体操着にチョークの粉を付けるなどエスカレート。サプライズで唯たちが来た際に千翔子に友達だと言われ、勝手に誤魔化されたと激昂し出会い系サイトに盗撮画像を投稿した。
出会い系での一件で千翔子から警察に訴えると言われ、言えなくするために偽の窃盗事件を作り上げた。千翔子の転校後、担任の聴取で、あきが裏切った際には呆然としていた。
あき
相秦学園の1年生で千翔子のクラスメート。美保と仲が良い。千翔子のいじめでは美保の補佐的な役割を担っていたが、唯たちが来た時に、美保の性格を知った上で千翔子を盗撮して美保に見せて出会い系サイトに投稿させるなど腹黒い一面を持つ。
美保と同様、千翔子から警察に訴えると言われて偽の窃盗事件を作り上げた。千翔子の転校後、担任の聴取で美保に脅されたと言って裏切った。
千翔子の両親
出会い系サイトの一件で学校から連絡があった時も千翔子を信じ、転校を懇願された時も千翔子を第一に考えて快諾した。

### 大瀬戸 翠編
ここでは、前職就職時から南高校採用時までが描かれている（全6話）。
あらすじ
翠は、就職活動で唯一内定をもらった小さな化粧品会社で営業事務として働いていた。そこで、上司となる新田を紹介される。爽やかなルックスに見とれていると、先輩社員から新田には気を付けてと忠告される。社会人経験が浅い翠にはこの忠告が不快ではあったが、表面上だけ受け入れた。
営業目標など説明会で話がなかったことなど不満もあるが、会社の戦力となれるよう頑張っていた。
ある休日、翠は駅で倒れている二階堂清枝を助け、後日行きつけの弁当屋に行くと、清枝が働いていた。清枝は翠が化粧品会社の社員であることがわかると先日のお礼として1回だけ買ってあげると言ってきた。しかし、契約書を新田に見せてから翠に対する態度が豹変する。実は、清枝は元々新田の顧客だったのだ。清枝は、翠にある理由から新田から買うのをやめ、同じものなら最終的には人柄で選ぶと言った。
数日後、新田から仲直りしたいと言われて安心した翠だったが、実は新田の罠で、これに嵌ってしまった翠は精神を病んでしまい、入社して半年で会社を辞める。
退社後、暫くは鬱状態で再就職すら難しい状態だったが、親の勧めで半ば強制的に南高校の臨時教諭の面接を受けさせられて受かってしまう。
合わなければ1年で辞めようと考えていたが、偶然現れた潤平に励まされ、翠は自分の居場所を見つけたと喜ぶのであった。

登場人物
新田 誠（にった まこと）
化粧品会社の営業主任。爽やかなルックスと共に営業成績も優秀である一方、事務員を見下す態度をとったり、敵と見なすとパワハラをするなど性格に難がある。
二階堂 清枝（にかいどう きよえ）
翠が行きつけの弁当屋の店員。以前は新田から商品を購入していたが、新田が起こしたある行動が原因で買うのをやめている。

## 評価
今までにない斬新なストーリーであり連載当初から反響があった。2016年頃までは高い評価を受けていたが、2017年の映画公開後から「話が進んでない」「同じ展開が繰り返されている」等の批判が見られるようになる。
篤志と啓心の監禁事件を皮切りに読者からの批判が圧倒的に多くなり、読者離れも相次いだ。（comico読者ランキング3位→10位以下と数週間で一気に人気が陥落）
監禁事件に至っては性犯罪であるにもかかわらず、実行犯の啓心だけを悪者にして計画犯の篤志を作中や作者のコメント等で擁護するような描写が読者の怒りを買う原因となった。
ラブコメにも批判が多い。主人公や物語と直接関係のないサイドストーリーやスピンオフのような内容であり、本編で数ヶ月に渡って描く必要はないのではないかとの意見が多数見られた。またいじめ加害者側の恋愛模様を見せて擁護しているのではないかと批判の対象にもなっている。
2021年8月現在でもその批判が止まず、見た目が悪いキャラ（啓心や恵那）を利用して専ら読者に不人気の優里亜、篤志、唯への批判を防ぐためのスケープゴートにしていると指摘されている。

## 書誌情報
- 澄川ボルボックス『傷だらけの悪魔』双葉社〈アクションコミックス〉、既刊1巻（2015年10月10日現在）
  1. 2015年10月10日発売[1]、ISBN 978-4-575-84698-0

## 映画
2016年4月14日にKADOKAWAの配給で実写映画が制作されることが発表された。2016年5月29日には主題歌を歌う歌手のオーディションが開かれ、Lily's Blowの滝沢菜々が選ばれた。2016年7月21日にはメインキャストが、8月9日には追加のキャストが発表された。2016年12月1日には公開日が2017年2月4日に決定したことと、主題歌が「NAI NAI NAI」に決定したことが発表された。興行収入は1000万円。

### キャスト
- 葛西舞 - 足立梨花
- 小田切詩乃 - 江野沢愛美
- 藤塚優里亜 - 加弥乃
- 名取静 - 岡田結実
- 黒木唯 - 藤田富
- 当麻篤史 - 小南光司
- 葛西京子 - 川原亜矢子
- 大瀬戸翠 - 宮地真緒
- 栄千翔子 - 仲谷香春
- 近藤千穂 - 芋生悠
- 大倉涼 - 高野海琉
- 山本萌菜 - YUKINO
- 阿部美波 - 中島愛蘭
- 花房宏子 - 花影香音
- 市川直治 - 吉増裕士
- 長谷川里香 - キタキマユ
- 青山玲奈 - 蓑島宏美
- 墨田葉子 - 岩井七世
- 神谷ちはる - 杉本愛莉鈴
- 越智栞 - 藤咲百恵
- 滝沢菜々 - Lily’s Blow
- マリコ - 伊藤万理華
- 小田切文乃 - 仙頭美和子
- 小田切彩乃 - 正木佐和

### スタッフ
- 原作 - 澄川ボルボックス (comico)
- 監督・編集 - 山岸聖太
- 脚本 - 松井香奈
- 音楽 - 吉川清之、岸田勇気
- 音楽プロデューサー - 近藤ひさし
- 主題歌 - Lily's Blow（滝沢菜々）「NAI NAI NAI」
- 撮影 - ナカムラユーキ
- 照明 - 酒井淳
- 美術 - 畠山和久
- 録音 - 山田均
- 助監督 - 篠崎周馬
- ポスプロ - ソニーPCL
- 企画協力 - 株式会社Producers Japan
- 企画・プロデュース - 竹田直樹
- プロデューサー - 服巻泰三、河野伸祐、浅岡史紀
- 宣伝・プロモーション - KADOKAWA（劇場）、マーメイドフィルム（劇場）、ホリプロ（web）、Vaz.inc（web）
- 配給 - KADOKAWA
- 製作 - KIZUAKUフィルムパートナーズ（ソニー・ピクチャーズ エンタテインメント、ビーイング、KADOKAWA、日本映画投資、スタッフライクザット）